# Dasychira whitei
Dasychira whitei är en fjärilsart som beskrevs av Druce 1898. Dasychira whitei ingår i släktet Dasychira och familjen tofsspinnare. Inga underarter finns listade i Catalogue of Life.